# Slunečnice pestrá
Slunečnice pestrá (Lepomis gibbosus) je sladkovodní ryba z čeledi okounkovitých (Centrarchidae). Je to severoamerický druh, který byl zavlečen do celé Evropy. Jde o bentopelagicky žijící rybu. Živící se hmyzem, korýši, plži, jikrami jiných ryb či přímo drobnými rybkami.

## Popis

### Tělo
Slunečnice pestrá je menší ryba, která v Česku dorůstá velikosti asi 16 cm a váhy 0,2 kg. Avšak v původním prostředí se její velikost může pohybovat až okolo 40 cm a váhy 0,6 kg. Její tělo je z boků mírně zploštělé a celkově má protáhlý tvar. Má jednu hřbetní ploutev, která je rozdělena na dvě části. Přední část je trnitá a je nižší než zadní část. Zadní část hřbetní ploutve je složena z měkkých paprsků.
Její zbarvení je velmi pestré. Její hlava a čelo má zlatohnědou až olivovou barvu a na bocích těla má barvu zlatavou s nepravidelně rozmístěnými a vlnitými zelenomodrými pásky. Na boční straně těla i hlavy má olivové nebo červené skvrny. Na břiše může mít až červenou barvu. Ploutve mají barvu nažloutlou a ocasní ploutev je také tečkovaná podobně jako tělo. Její operkulární výběžek má uprostřed tmavou skvrnu, která je lemovaná bílým, žlutým či červeným proužkem, a dále je zde skvrna červené barvy, která má tvar půlměsíce. Zbarvení samců je výraznější v době páření.

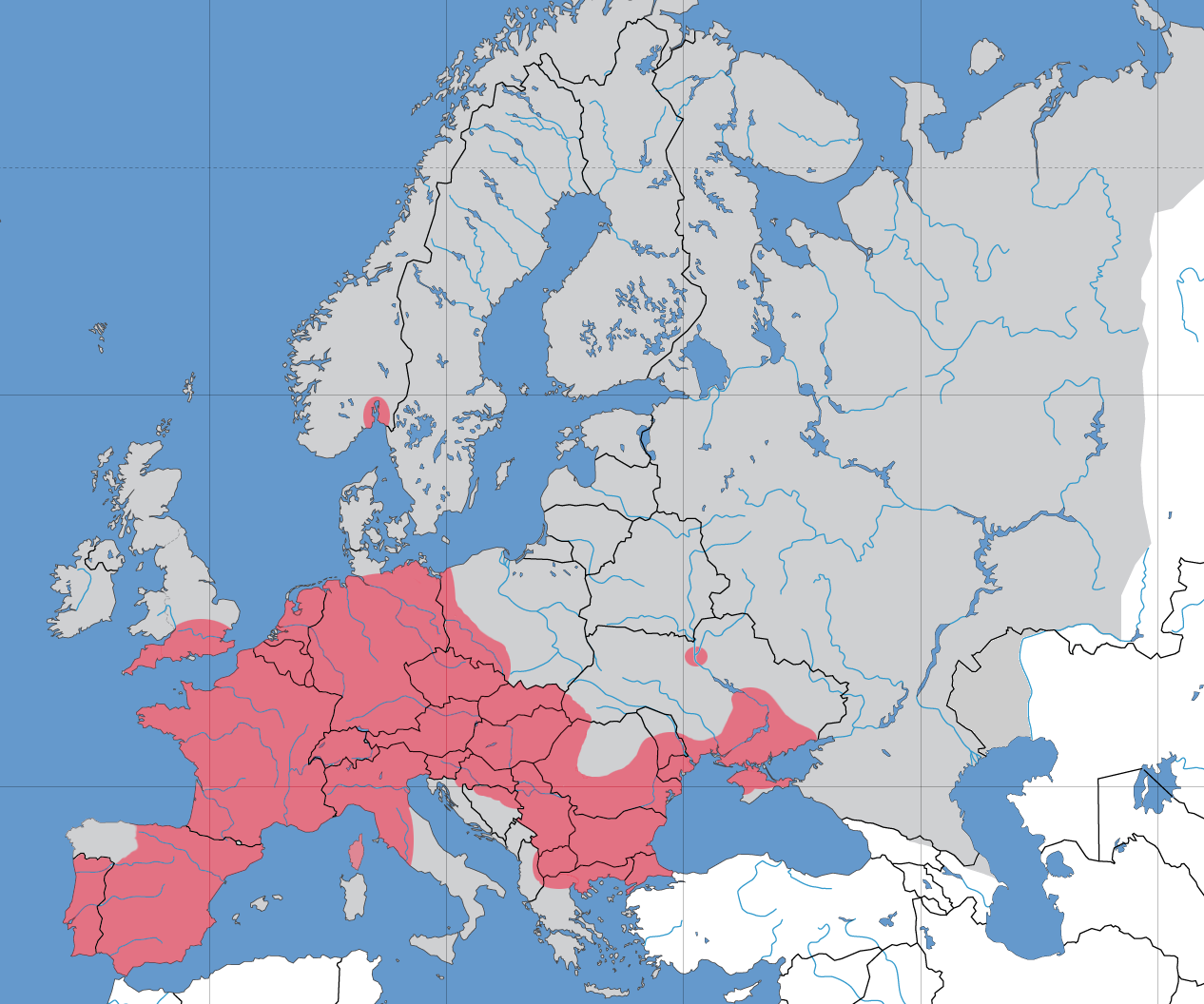
Areál invazivního rozšíření v Evropě

### Rozšíření
Pochází ze Severní Ameriky, dnes je již rozšířena po celé Evropě, slunečnice jsou hojně zastoupeny v zemích podél Středozemního moře. První záznam o výskytu v Evropě pochází z roku 1877 ze zahradních jezírek zámku Versailles.
V České republice jsou první záznamy o výskytu z roku 1929 na Třeboňsku (nezáměrná introdukce s plůdkem kapra z bývalé Jugoslávie). Dnes ostrůvkovité rozšíření.

### Habitat
Slunečnice upřednostňují vody čisté, stojaté i pomalu tekoucí v záplavovém území řek. Můžeme je najít také v jezerech, rybnících, kanálech a pískovnách. Vyhýbají se prudce tekoucím vodám. Také jsou součástí okrasných jezírek. Vyhledává měkké dno a dostatek ponořené vegetace.

## Rozmnožování
Pohlavně slunečnice dospívá v prvním až druhém roce věku. Rozmnožování slunečnice pestré je poněkud komplikovanější. 
Samec buduje hnízdo, což je důlek ve dně s kousky vegetace. Samec ve svém hnízdě může mít i jikry od několika samic, tyto jikry bedlivě střeží a nebojí se agresivně napadat i větší ryby. I po vylíhnutí střeží potěr, aby neopustil hnízdo a unikající jedince nosí v tlamě zpět do hnízda. Samice se vytírá také s více samci. Hnízdí v koloniích, většinou na slunných a otevřených stanovištích. Tření u nich probíhá většinou od května do srpna.
Slunečnice se v přírodě dožívá cca devíti let a v zajetí až dvanácti let.

## Introdukce
Slunečnice pestrá byla zavlečena do Evropy z jiných kontinentů ze Severní Ameriky. Tato ryba je velmi pestře zbarvená, a tak se jí dostalo pozornosti zejména od akvaristů, kteří ji vysazovali v okrasných jezírkách apod. Na introdukci se podílelo také rybářství. Slunečnice nemá mnoho nepřátel po introdukci, ale její počty jsou redukovány kanibalismem.
Při introdukci nepůvodních druhů dochází často také k zavlečení jejich parazitů. Bylo zjištěno, že ryby si při introdukci zachovávají menší počet parazitů než ve svém přirozeném prostředí. Rizikem introdukce může být potravní konkurence domácím druhům ryb s obdobnými ekologickými nároky a likvidování populací jiných živočichů predací.